# Rumex persicarioides
Rumex persicarioides är en slideväxtart som beskrevs av Carl von Linné. Rumex persicarioides ingår i släktet skräppor, och familjen slideväxter. Utöver nominatformen finns också underarten R. p. fueginus.